# Любовь вне правил
«Любовь вне правил» (англ. Leatherheads) — американская спортивная комедия с романтическим уклоном, снятая в 2008 году режиссёром Джорджем Клуни с ним же и Рене Зеллвегер в главных ролях.

## Сюжет
1925 год. Додж Коннелли — капитан футбольной команды Дулутские бульдоги. Он уже далеко не мальчик, да и бульдоги выступают в одной из низших лиг. Но Додж по-прежнему свято верит, что и с этими забулдыгами можно добиться успеха и прославиться на всю страну. Когда команда находится на грани банкротства, а сама лига того гляди канет в Лету, Коннелли предпринимает громкий ход — заманивает в команду звезду колледжа и очень перспективного футболиста Картера Резерфорда. Кроме спортивных достижений тот славен как Герой Первой Мировой войны, в одиночку взявший в плен отряд немецких солдат. Но начинающая журналистка Лекси Литтлтон находит в истории Картера немало изъянов, намекающий, что его военный героизм — лишь фикция.

## В ролях
- Джордж Клуни — Джим «Додж» Коннелли
- Рене Зеллвегер — Лекси Литтлтон
- Джон Красински — Картер Резерфорд
- Джонатан Прайс — СиСи Фрейзер
- Стивен Рут — Садс